# Capriglio
Capriglio – miejscowość i gmina we Włoszech, w regionie Piemont, w prowincji Asti.
Według danych na styczeń 2009 gminę zamieszkiwały 294 osoby przy gęstości zaludnienia 57,9 os./1 km².